# Dimbo-Ottravads kyrka
Dimbo-Ottravads kyrka är en kyrkobyggnad som sedan 2010 tillhör Varvs församling (1992-2010 Dimbo-Ottravads församling och tidigare Dimbo församling respektive Ottravads församling) i Skara stift. Den ligger i Dimbo i den nordvästra delen av Tidaholms kommun.

## Dimbo gamla kyrka

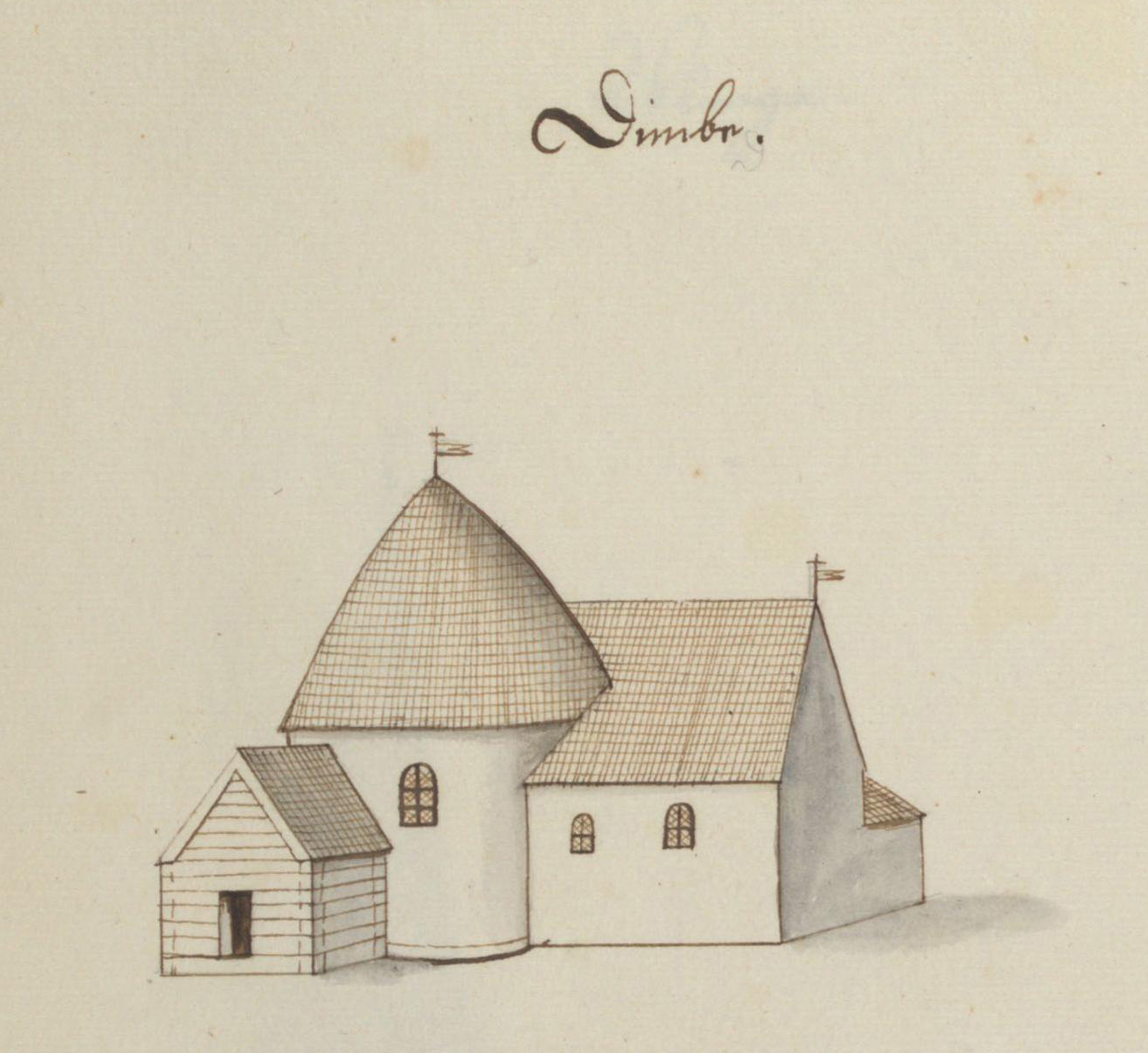
Dimbo medeltida kyrka på teckning omkring 1670.

Dimbos gamla kyrka var en rundkyrka med kvadratiskt kor i öster uppförd på 1100-talet av biskop Bengt den Gode och låg nedanför Dimbo gravfält. I en sten över kyrkporten fanns en huggen text med förgyllda bokstäver som löd: In memoriam Epsiscopi olim Skarens, beati Benedicti Probi, fundatoris hujus Templi Dimboensis...
Vid en biskopsvisitation 1766 väcktes frågan om en sammanbyggnad av de förfallna kyrkorna i Ottravad och Dimbo. År 1802 började förslaget genomdrivas av kyrkoherden Anders Billdal. År 1805 upprättades ritningar på en ny kyrka i nyklassicistisk stil av arkitekt Per Wilhelm Palmroth vid överintendentsämbetet. Rikskollekt och stambok beviljades för byggnationen. Under åren 1814-1817 uppfördes den nya kyrkan och de gamla medeltida kyrkorna i Dimbo och Ottravad revs och användes som byggmaterial till den nya kyrkan.

## Ottravads kyrka

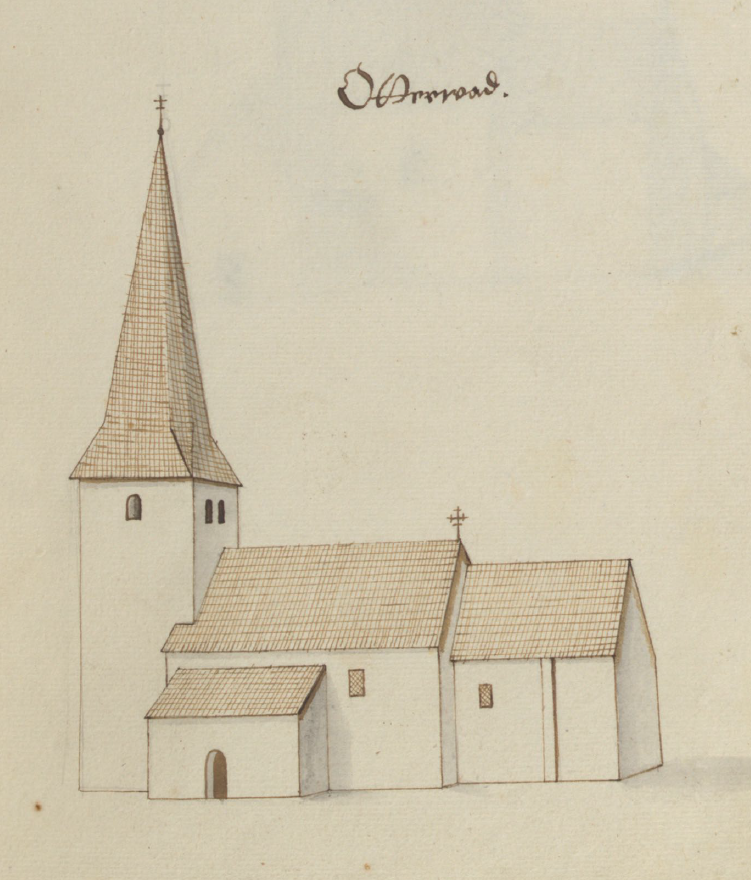
Ottravad gamla kyrka ca. 1670

På begravningsplatsen, där den rivna kyrkan låg, finns en klockstapel. Däri hänger en liten medeltida klocka med inskrift.

## Dimbo-Ottravads kyrka
Dimbo-Ottravads kyrka är en korskyrka som färdigställdes 1817 efter det att de två 1100-talskyrkorna i Dimbo och Ottravad revs. Kyrkan är byggd på en kulle vid samhället Dimbo, och kyrkans korsform har valts för att ta till vara kullens begränsade utrymme. Sakristia och torn byggdes på norrsidan. Från de gamla kyrkorna flyttades kyrkklockorna, den ena gjuten 1738.
År 1913 renoverades kyrkan. Korgavelns rundfönster ersattes med en grupp om tre fönster, koret förminskades, en triumfbåge byggdes mot långhuset och ovanför koret slogs ett kryssvalv.
Altarets träkors togs bort och ersattes av en kopia av Bertel Thorvaldsens Den uppståndne Kristus och altarringen nygjordes. I gångar och kor lades nytt kalkstensgolv och en ny öppen bänkinredning utfördes med nya brädgolv och kyrkans fönster och dörrar byttes ut. Den södra läktaren revs, den västra läktaren fick nya trappor och orgeln byggdes om och utökades av Carl Axel Härngren i Lidköping.
En större renovering genomfördes 1935-36 då kyrkans inre dekor övermålades. Enklare dekor utfördes i valvbågarna. Taket målades ljusgrått, väggarna kalkades i en gräddvit ton och bänkarnas ekådring ersattes av rött och grått. Predikstolen lämnades i oförändrat skick. Korfönstren försågs med råglasrutor med glasmålning av Yngve Lundström för att minska risken för att kyrkobesökarna skulle bländas av solen.

### Inventarier
- Över dörren till sitter en stentavla från 1679 som Per Brahe den yngre lät göra till minne av biskop Bengt den Gode.
- En silverkanna skänkt till kyrkan år 1679 av grevinnan Christina Brahe på Visingsborg.
- Den gamla dopfunten från Ottravads kyrka såldes 1878 till Statens historiska museum. Dopfunten är cylindrisk och har reliefer i åtta bildfält. Den är utförd på 1100-talet av Ottravadsmästaren och förvaras sedan 2009 i Dimbo-Ottravads kyrka. Inskriften på latin " QUI CREDIDERIT ET BATIZATUS FUERIT SALVATUS ERIT" blir på svenska:  "Den som tror och bliver döpt, han skall bliva frälst" (Mark 16:16)[4]

#### Klockor
Kyrkan har tre klockor, varav två är medeltida. Båda saknar inskrifter.
- Lillklockan är av en senmedeltida typ.
- Mellanklockan är från 1200-talet och av samma typ som den i Saleby kyrka. Den har fyra grovt ristade kors — ett i varje väderstreck. Ovanför slagringen finns dessutom ett fint rutnät.[5]

## Orgel
Orgeln, som är placerad på läktaren i väster, byggdes ursprungligen 1856 av Nils Ahlstrand och den stumma fasaden är bevarad. Verket byggdes om först 1912 av Carl Axel Härngren och därefter 1981 av Smedmans Orgelbyggeri. Den har därefter tio stämmor fördelade på manual och pedal.
Disposition (1912):
| Manual (C-f1) | Pedal (C-d1)  | Koppel     |
| ------------- | ------------- | ---------- |
| Principal 8'  | Subbas 16'    | Man/Ped    |
| Gedackt 8'    | Violoncell 8' | Man 4'/Man |
| Salicional 8' |               |            |
| Violin 8'     |               |            |
| Octava 4'     |               |            |
| Violin 4'     |               |            |
| Trumpet 8'    |               |            |
| Calkant       |               |            |
| Crescenda     |               |            |

Fasta kombinationer: Forte, Mezzo.

Disposition (1981):
| Manual (C-f1)     | Pedal (C-d1) | Koppel  |
| ----------------- | ------------ | ------- |
| Principal 8'      | Subbas 16'   | Man/Ped |
| Gedackt 8'        | Flöjt-bas 8' |         |
| Salicional 8'     |              |         |
| Oktava 4'         |              |         |
| Ged.-flöjt 4'     |              |         |
| Oktava 2'         |              |         |
| Scharf 3 chor     |              |         |
| Trumpet 8'        |              |         |
| Crescendosvällare |              |         |

## Bilder

### Interiör

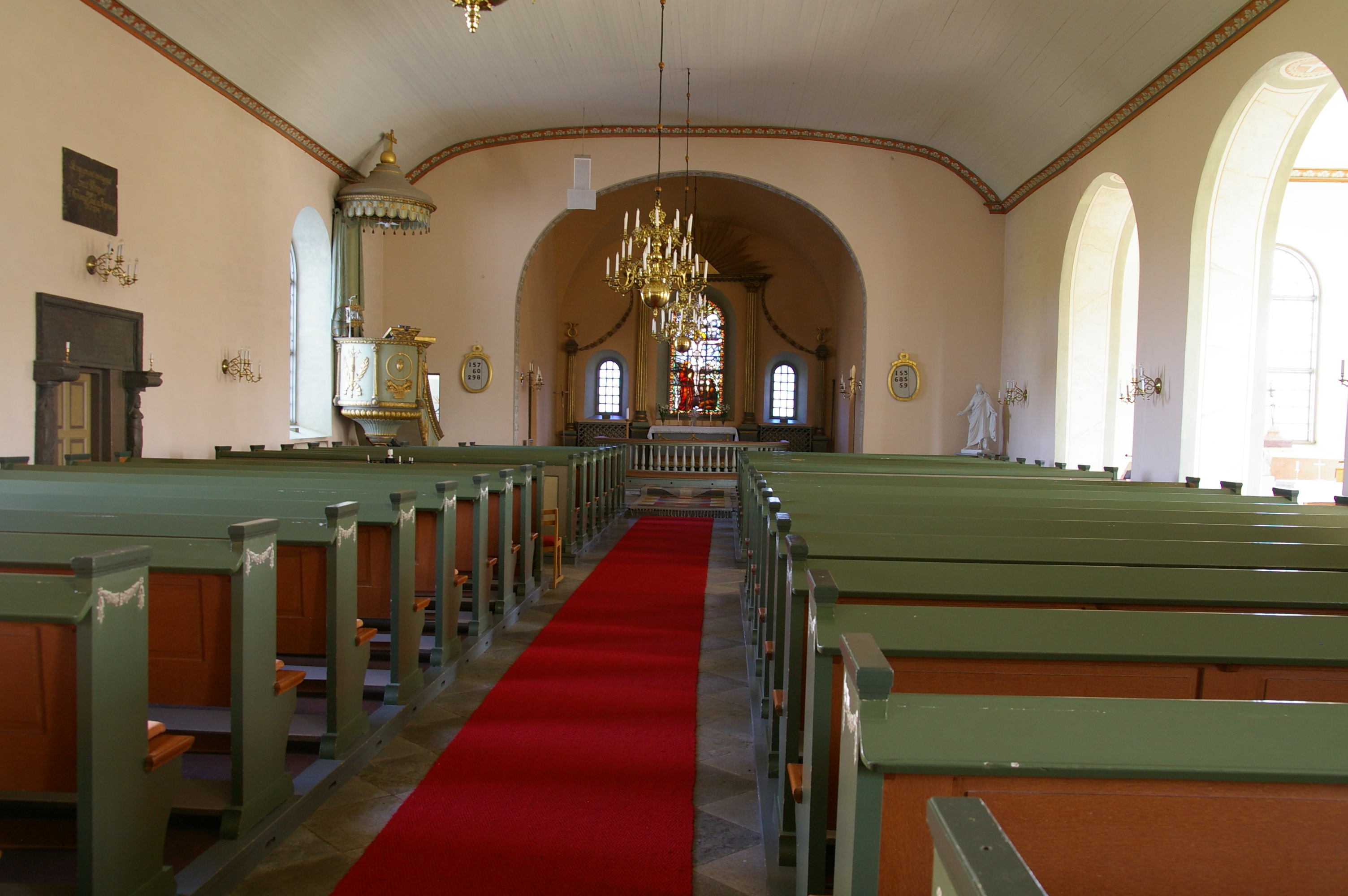
Interiör mot koret.
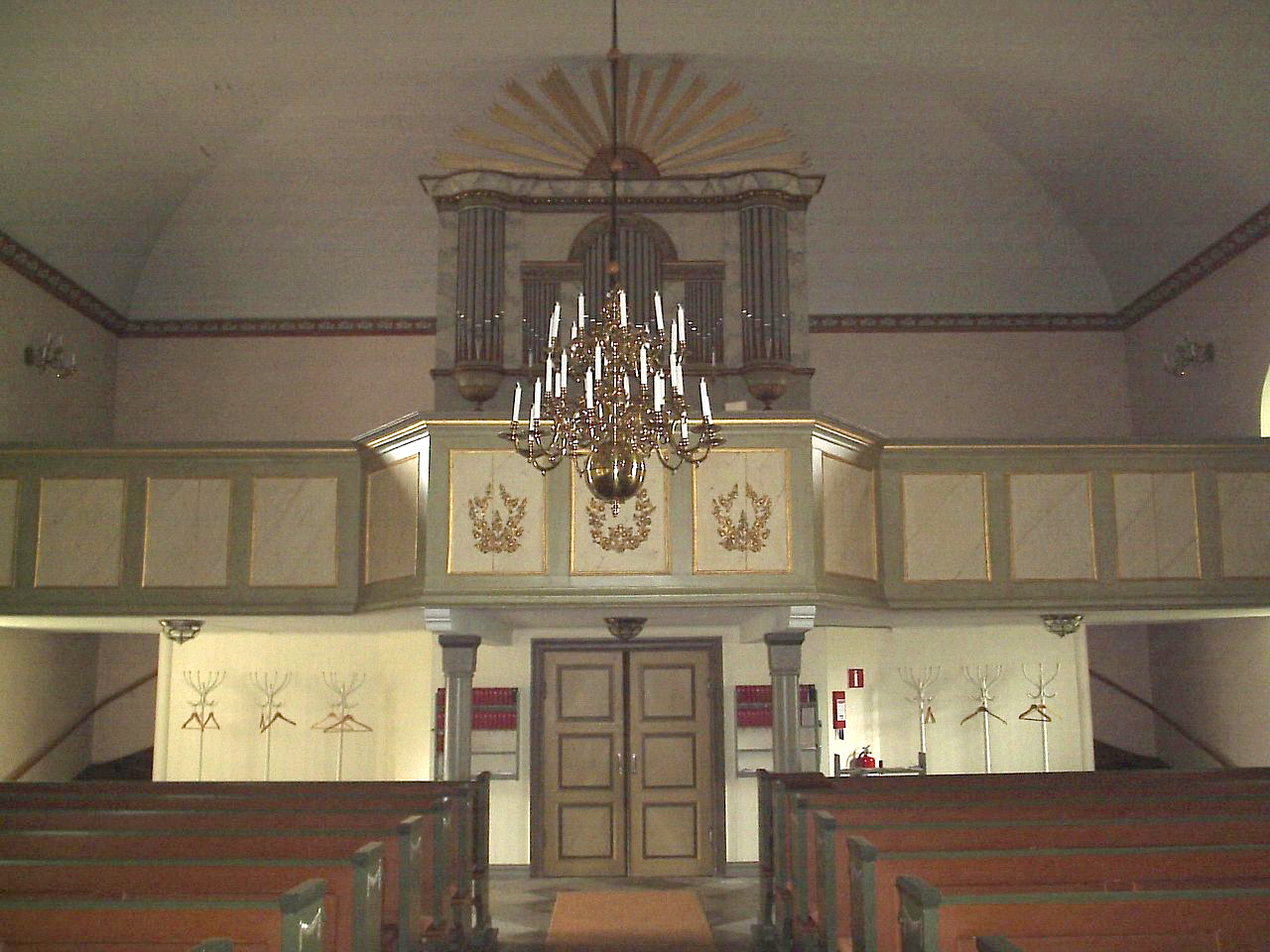
Interiör mot orgelläktaren.
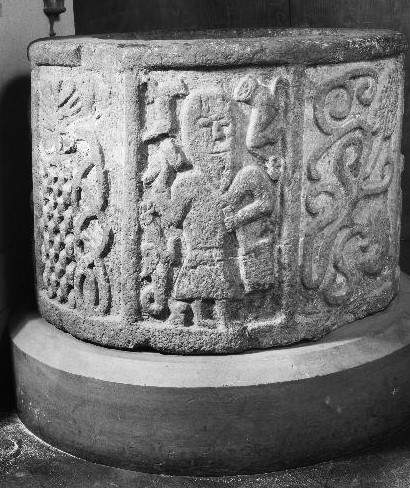
Dopfunten
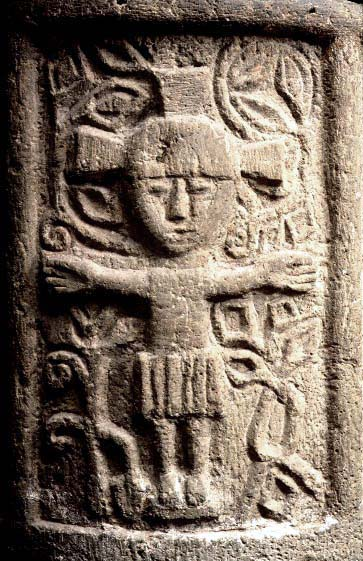
Dopfunt, detalj
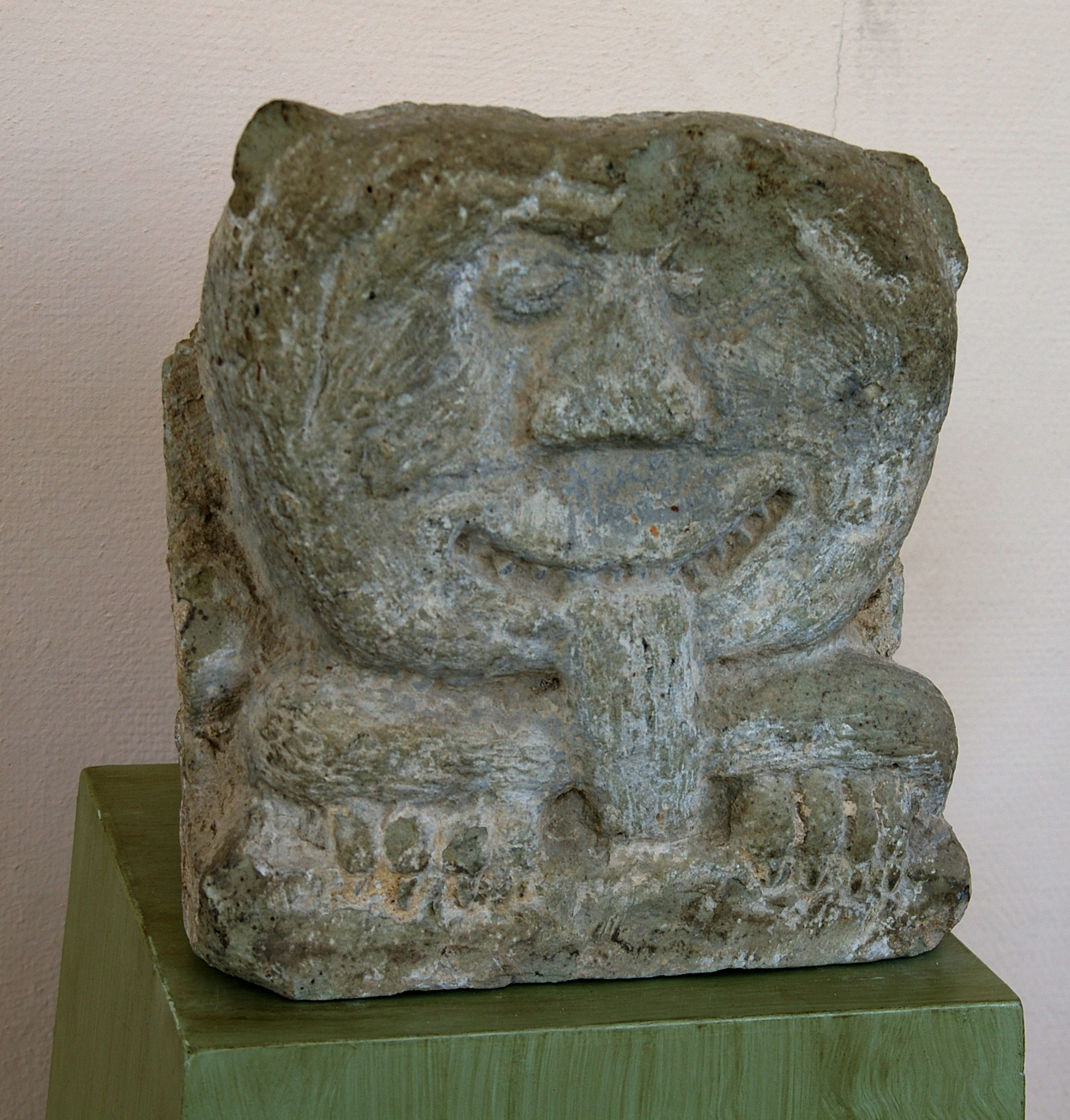
En märklig gammal skulptur i sandsten.
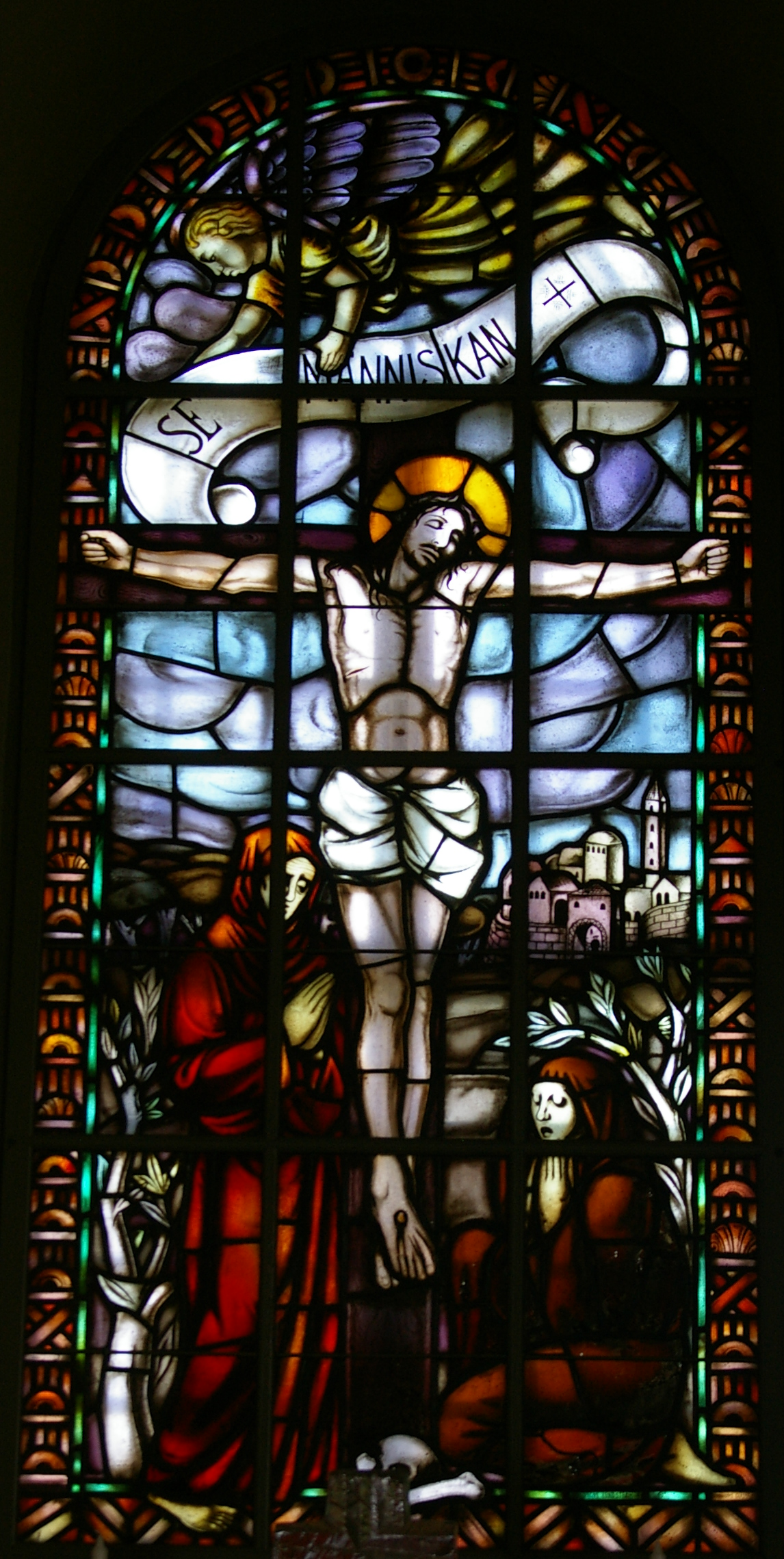
Korfönstret
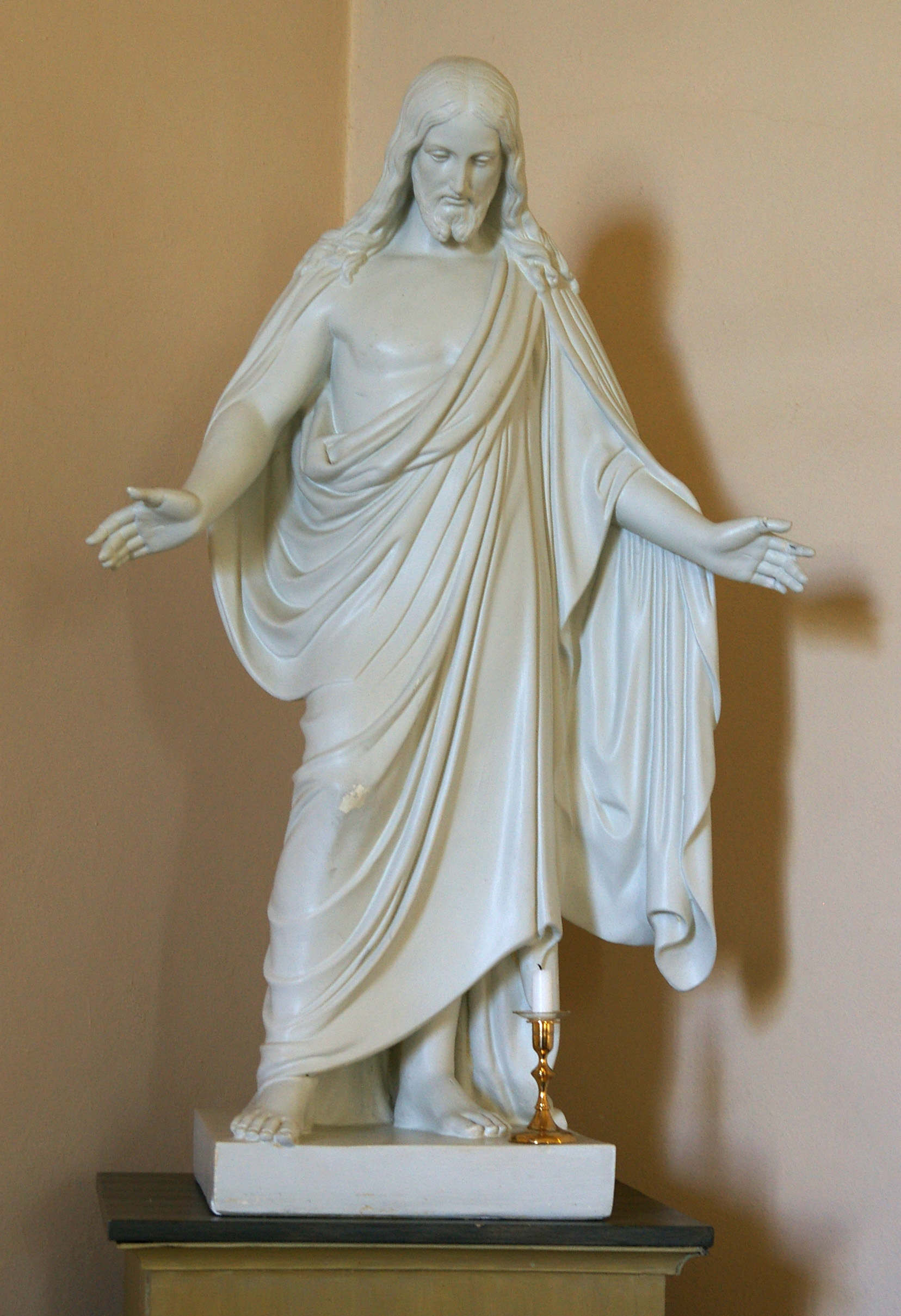
Kopia av Bertel Thorvaldsens Den uppståndne Kristus.
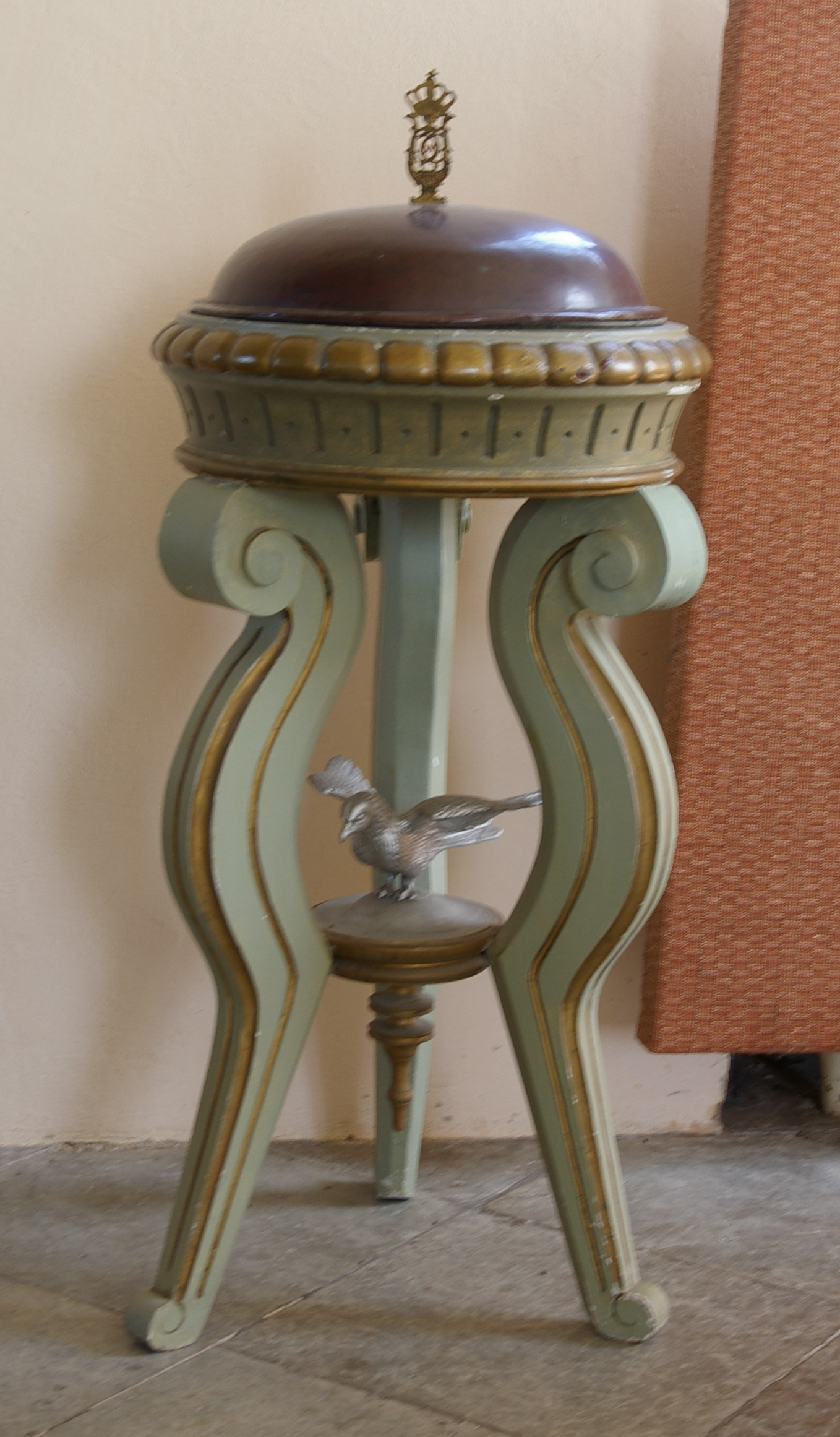

### Dimbo gamla kyrkplats

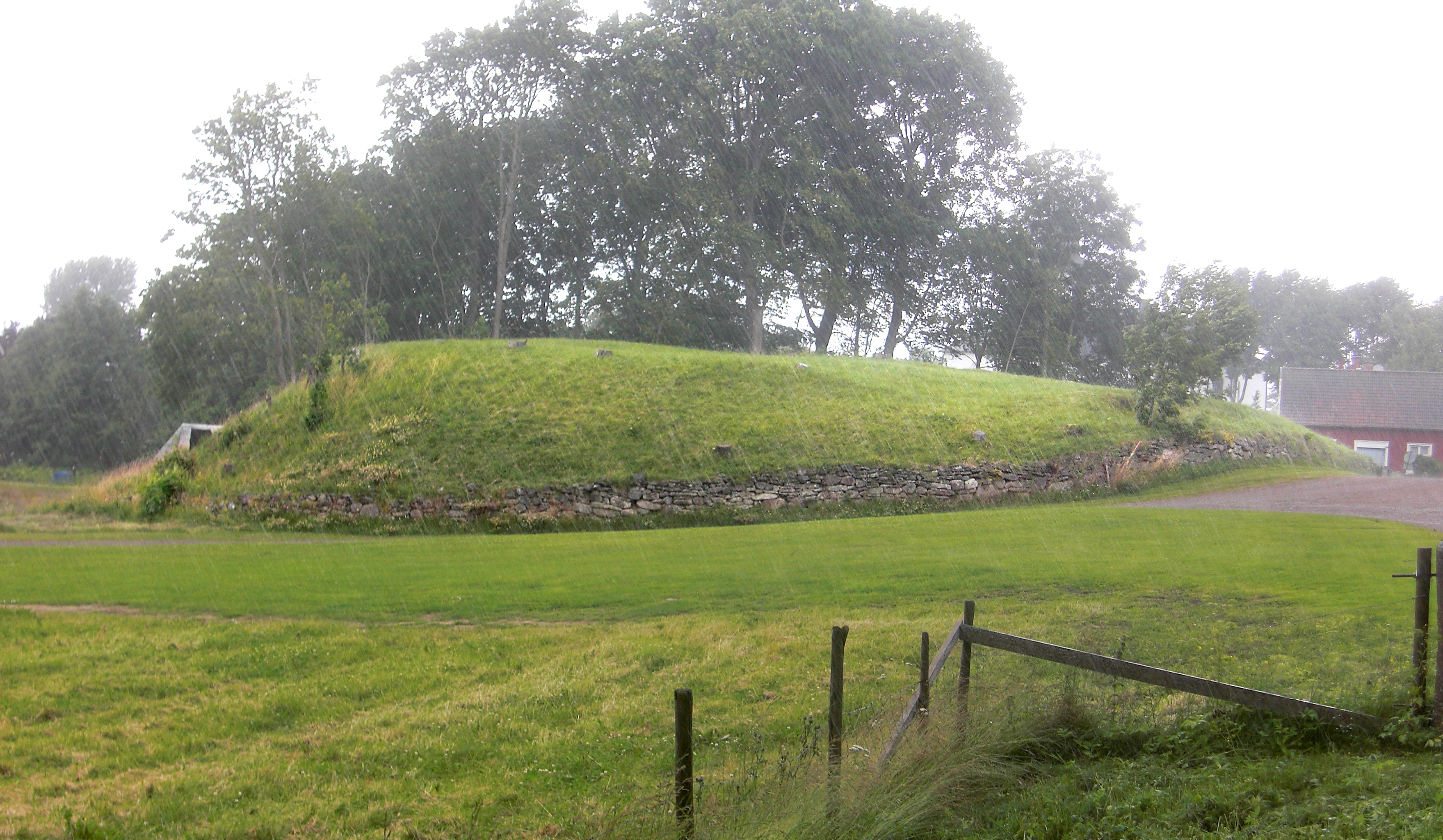
Dimbo gamla kyrkplats
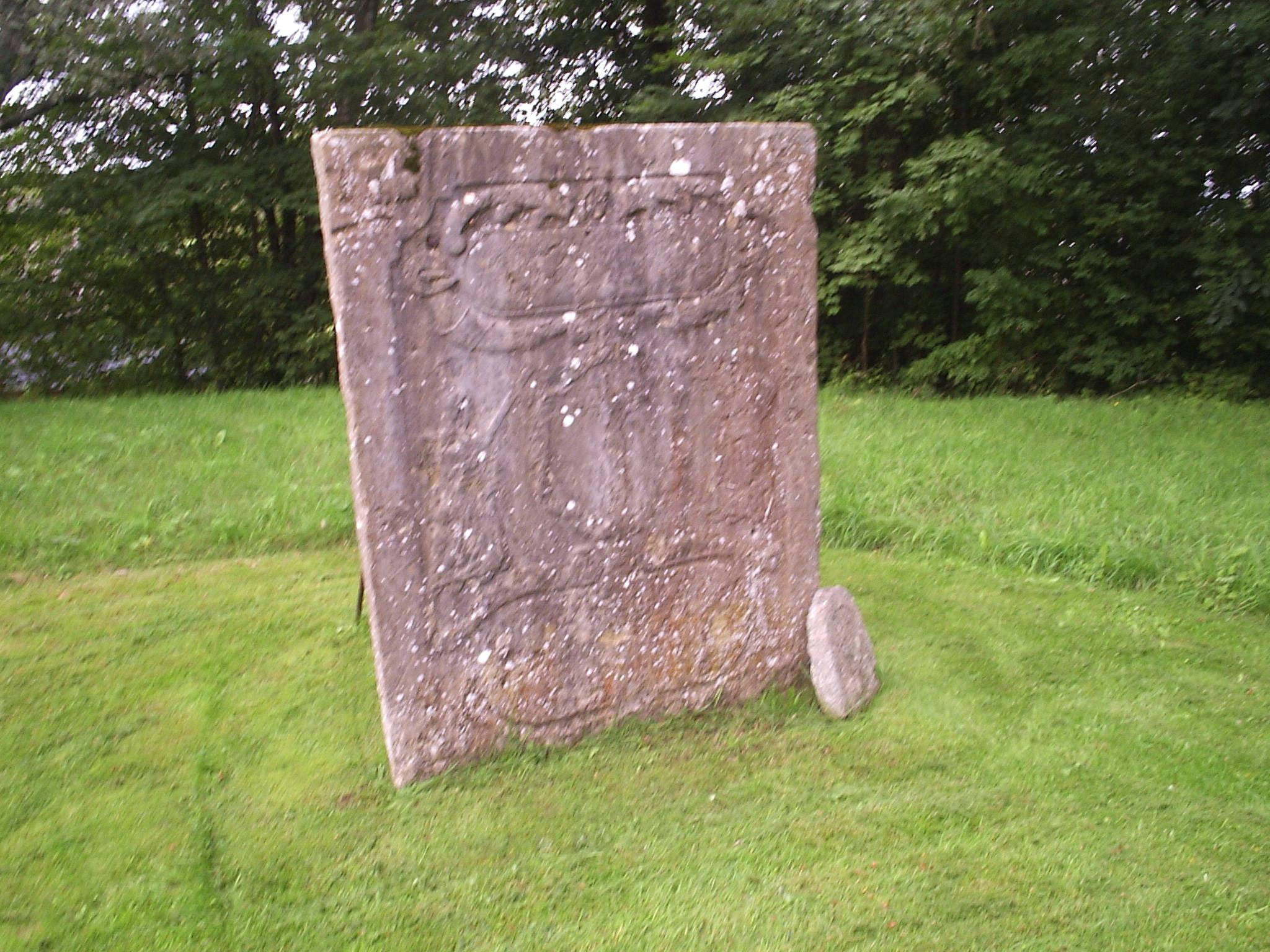
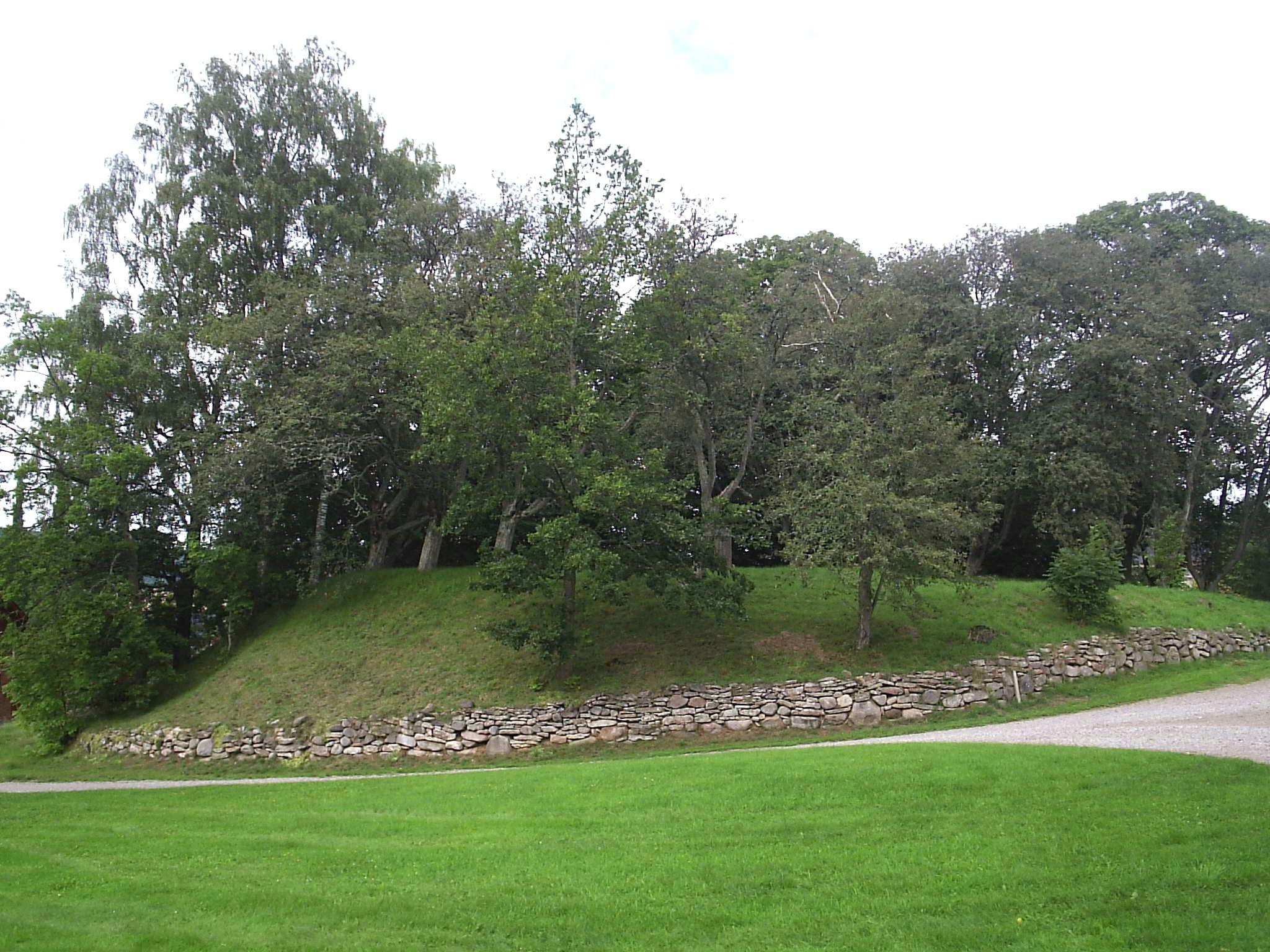
Dimbo gamla kyrkplats
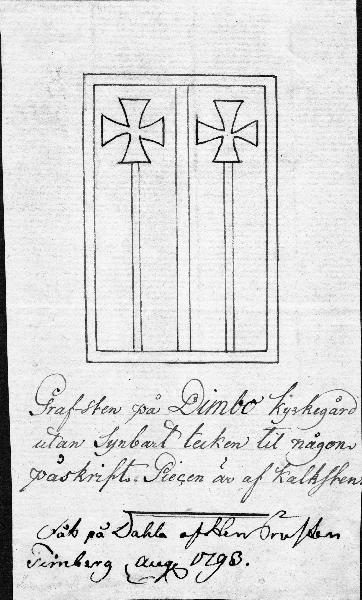

### Ottravad gamla kyrkplats

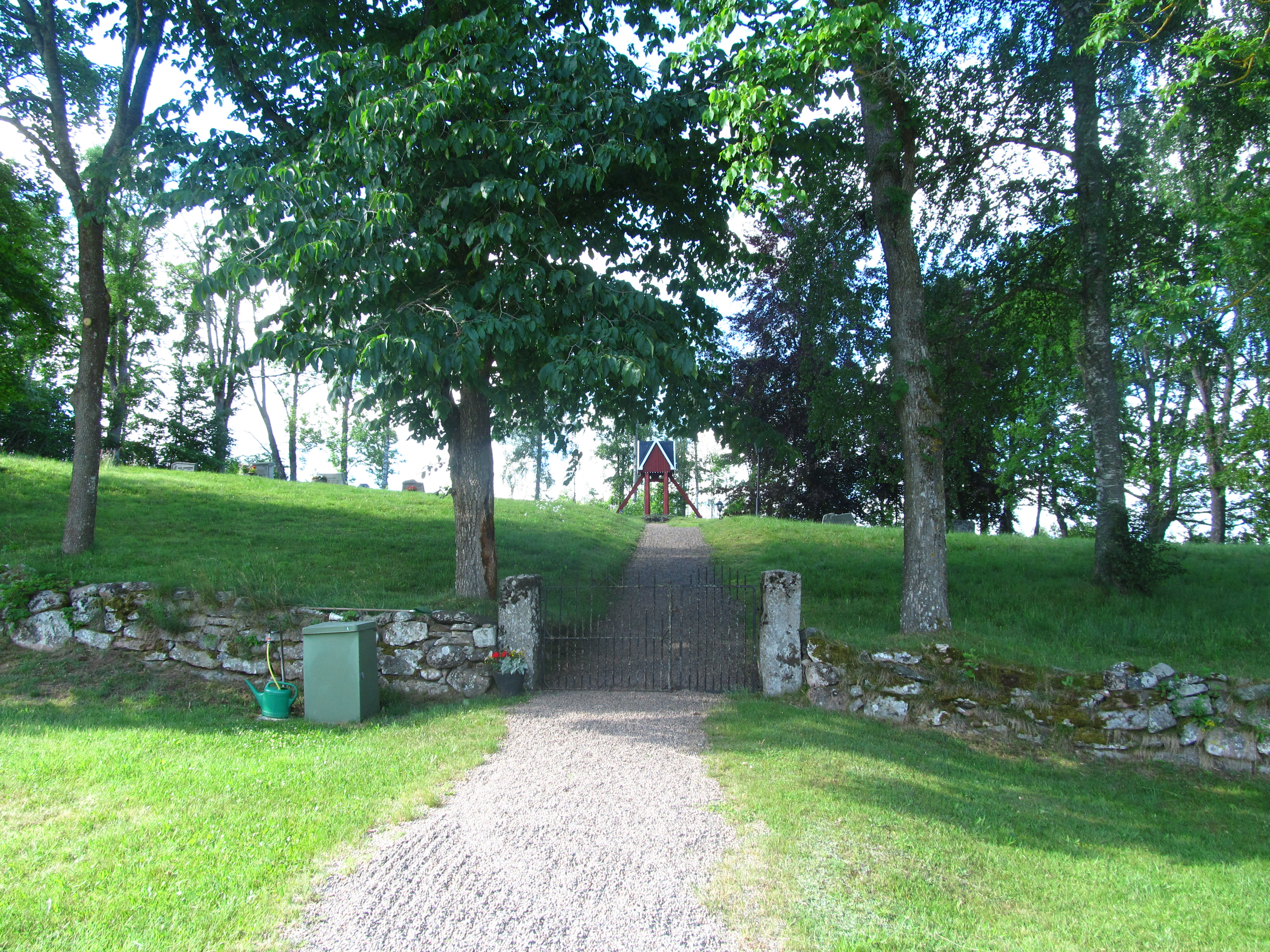
Platsen för den gamla kyrkan
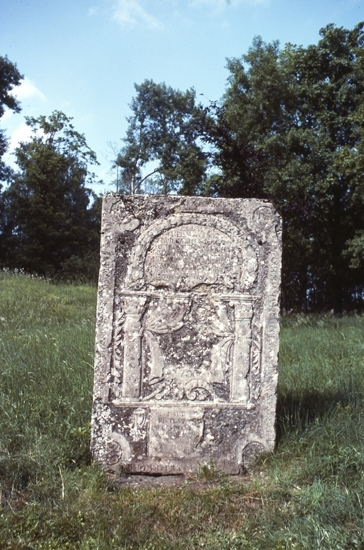
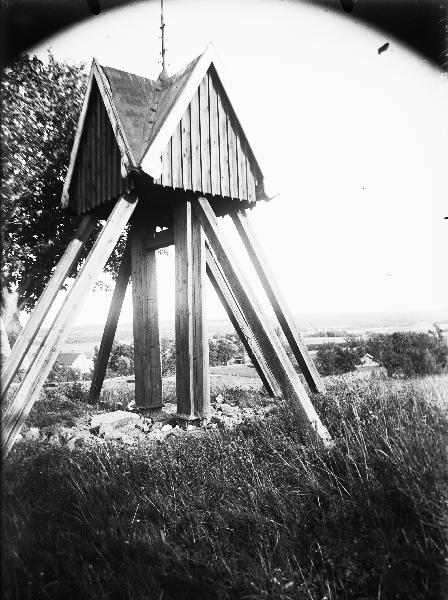
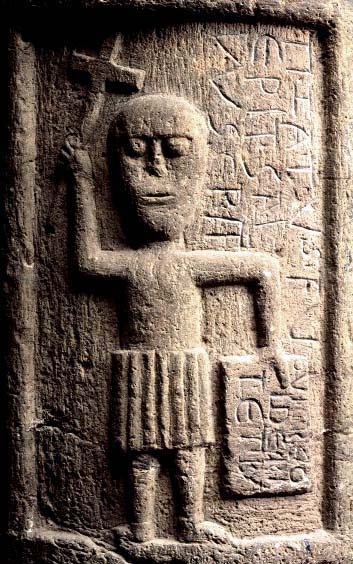
Dopfuntens inskrift